# Сборная Польши по хоккею с шайбой

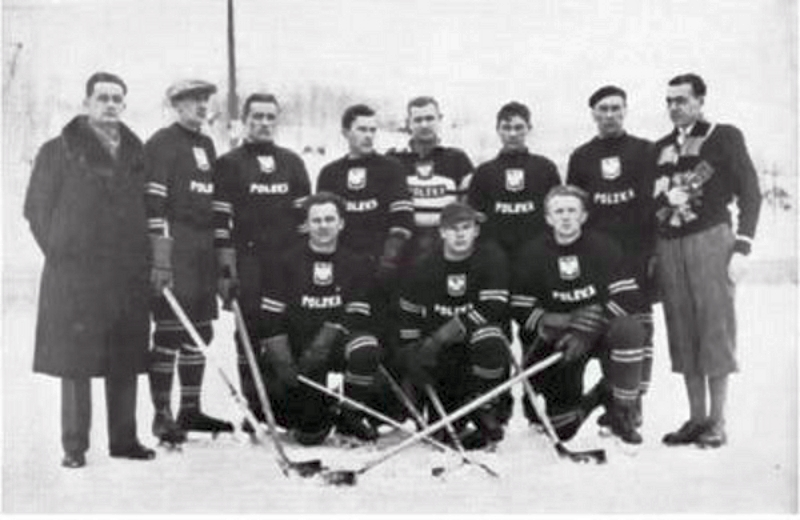
Сборная Польши на Олимпиаде 1932

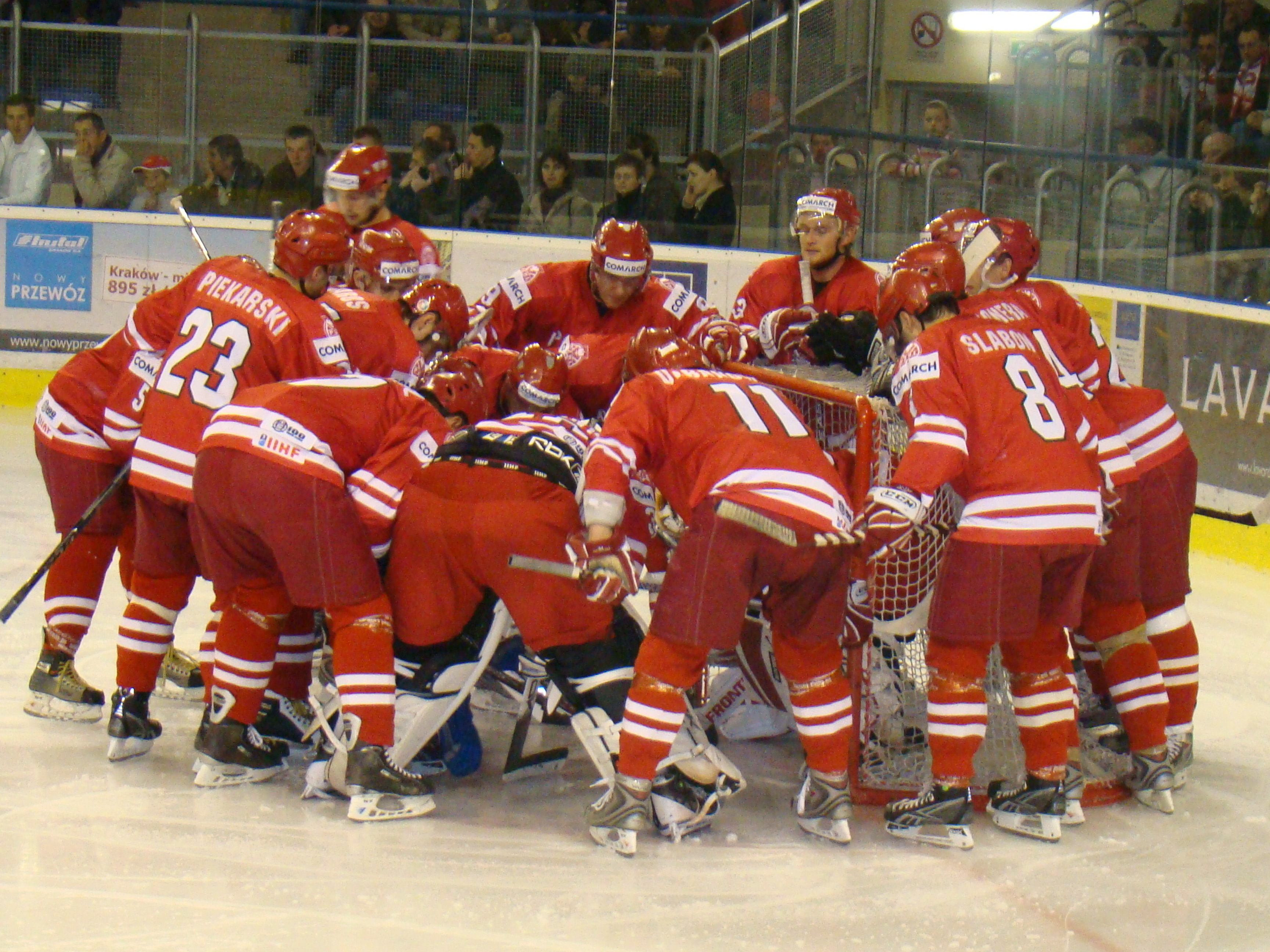
Сборная Польши в 2008 году

Сборная Польши по хоккею с шайбой (пол. Reprezentacja Polski w hokeju na lodzie mężczyzn) представляет Польшу на международных соревнованиях по хоккею с шайбой. Польский союз хоккея на льду является членом ИИХФ с 1926 года. Высшие достижения: 2 место на чемпионате Европы 1929 и 4 место на домашнем чемпионате мира 1931 в городе Крыница-Здруй и Олимпиаде 1932. Всего сборная Польши участвовала в Олимпийских играх 13 раз. Занимает 21 место в рейтинге ИИХФ (2024).

## Результаты

### Олимпийские игры
- 1920—1924 — не участвовала
- 1928 — 10 место
- 1932 — 4 место
- 1936 — 9 место
- 1948 — 7 место
- 1952 — 6 место
- 1956 — 8 место
- 1960 — не квалифицировалась
- 1964 — 9 место
- 1968 — не участвовала
- 1972 — 6 место
- 1976 — 6 место
- 1980 — 7 место
- 1984 — 8 место
- 1988 — 10 место
- 1992 — 11 место
- 1994—2034 — не квалифицировалась

### Чемпионаты Европы
- 1910—1925 — не участвовала
- 1926 — 6 место
- 1927 — 4 место
- 1929 —  серебряная медаль
- 1932 — не участвовала

### Чемпионаты мира
- 1930 — 5 место
- 1931 — 4 место
- 1933 — 7 место
- 1934 — не участвовала
- 1935 — 10 место
- 1937 — 8 место
- 1938 — 7 место
- 1939 — 6 место
- 1947 — 6 место
- 1949—1954 — не участвовала
- 1955 — 7 место
- 1957 — 6 место
- 1958 — 8 место
- 1959 — 11 место
- 1961 — 13 место (5 место в группе B)
- 1962 — не участвовала
- 1963 — 12 место (4 место в группе B)
- 1964 — 9 место (1 место в группе B)[2]
- 1965 — 9 место (1 место в группе B)
- 1966 — 8 место
- 1967 — 9 место (1 место в группе B)
- 1969 — 8 место (2 место в группе B)
- 1970 — 6 место
- 1971 — 8 место (2 место в группе B)
- 1972 — 7 место (1 место в группе B)
- 1973 — 5 место
- 1974 — 5 место
- 1975 — 5 место
- 1976 — 7 место
- 1977 — 10 место (2 место в группе B)
- 1978 — 9 место (1 место в группе B)
- 1979 — 8 место
- 1981 — 10 место (2 место в группе B)
- 1982 — 11 место (3 место в группе B)
- 1983 — 10 место (2 место в группе B)
- 1985 — 9 место (1 место в группе B)
- 1986 — 8 место
- 1987 — 9 место (1 место в группе B)
- 1989 — 8 место
- 1990 — 14 место (6 место в группе B)
- 1991 — 12 место (4 место в группе B)
- 1992 — 12 место
- 1993 — 14 место (2 место в группе B)
- 1994 — 15 место (3 место в группе B)
- 1995 — 15 место (3 место в группе B)
- 1996 — 17 место (5 место в группе B)
- 1997 — 17 место (5 место в группе B)
- 1998 — 23 место (7 место в группе B)
- 1999 — 23 место (7 место в группе B)
- 2000 — 20 место (4 место в группе B)
- 2001 — 19 место (1 место в Первом дивизионе, группа A)
- 2002 — 14 место
- 2003 — 19 место (2 место в Первом дивизионе, группа A)
- 2004 — 21 место (3 место в Первом дивизионе, группа B)
- 2005 — 19 место (2 место в Первом дивизионе, группа A)
- 2006 — 21 место (3 место в Первом дивизионе, группа B)
- 2007 — 20 место (2 место в Первом дивизионе, группа A)
- 2008 — 22 место (3 место в Первом дивизионе, группа A)
- 2009 — 23 место (4 место в Первом дивизионе, группа B)
- 2010 — 22 место (3 место в Первом дивизионе, группа B)
- 2011 — 23 место (4 место в Первом дивизионе, группа B)
- 2012 — 24 место (2 место в Первом дивизионе, группа B)
- 2013 — 24 место (2 место в Первом дивизионе, группа B)
- 2014 — 23 место (1 место в Первом дивизионе, группа B)
- 2015 — 19 место (3 место в Первом дивизионе, группа A)
- 2016 — 19 место (3 место в Первом дивизионе, группа A)
- 2017 — 20 место (4 место в Первом дивизионе, группа A)
- 2018 — 22 место (6 место в Первом дивизионе, группа A)
- 2019 — 24 место (2 место в Первом дивизионе, группа B)
- 2020—2021 — не проводились из-за пандемии COVID-19
- 2022 — 22 место (1 место в Первом дивизионе, группа B)
- 2023 — 18 место (2 место в Первом дивизионе, группа A)
- 2024 — 16 место
- 2025 — 21 место (5 место в Первом дивизионе, группа A)

## Состав
Состав сборной Польши на чемпионате мира 2024:
| Номер | Имя                      | Позиция    | Рост, см | Вес, кг | Дата рождения | Клуб                  |
| ----- | ------------------------ | ---------- | -------- | ------- | ------------- | --------------------- |
| 3     | Бартош Цюра              | Защитник   | 186      | 90      | 20.11.1992    | Тыхы                  |
| 4     | Патрик Вайда             | Нападающий | 181      | 83      | 20.05.1988    | Ястшембе              |
| 5     | Филип Коморский          | Защитник   | 180      | 86      | 27.12.1991    | Тыхы                  |
| 6     | Аркадиуш Костек          | Защитник   | 184      | 84      | 16.06.1994    | Ястшембе              |
| 10    | Бартош Фрашко            | Нападающий | 181      | 82      | 26.10.1995    | Катовице              |
| 12    | Мачей Кручек             | Защитник   | 187      | 90      | 26.01.1988    | Катовице              |
| 14    | Доминик Пас              | Нападающий | 177      | 67      | 21.09.1999    | Ястшембе              |
| 15    | Патрик Вронка            | Нападающий | 171      | 77      | 28.08.1995    | Подхале               |
| 16    | Павел Зигмунт            | Нападающий | 190      | 96      | 19.11.1999    | Литвинов              |
| 17    | Камиль Гурный            | Защитник   | 182      | 88      | 20.09.1989    | Ястшембе              |
| 18    | Гжегож Пасют (А)         | Нападающий | 185      | 92      | 07.05.1987    | Катовице              |
| 20    | Марцин Колуш (А)         | Защитник   | 186      | 87      | 18.01.1985    | Ястшембе              |
| 21    | Камил Валенга            | Нападающий | 183      | 80      | 21.07.2000    | Оцеларжи              |
| 28    | Матеуш Михальский        | Нападающий | 186      | 90      | 29.07.1992    | Катовице              |
| 31    | Джон Мюррей              | Вратарь    | 185      | 99      | 04.07.1987    | Катовице              |
| 33    | Томаш Фучик              | Вратарь    | 189      | 90      | 17.03.1994    | Тыхы                  |
| 34    | Кшиштоф Мацясь           | Нападающий | 182      | 86      | 14.05.2004    | Принс-Альберт Рейдерз |
| 51    | Якуб Ванацкий            | Защитник   | 193      | 93      | 12.03.1991    | Катовице              |
| 61    | Кристиан Дзюбиньский (К) | Нападающий | 181      | 86      | 28.05.1988    | Уния                  |
| 69    | Матеуш Брык              | Защитник   | 182      | 89      | 24.08.1989    | Тыхы                  |
| 71    | Павел Дроня              | Защитник   | 181      | 90      | 30.06.1989    | Равенсбург Тауэстарз  |
| 72    | Давид Заболотный         | Вратарь    | 180      | 75      | 31.03.1994    | Фрайбург              |
| 80    | Кацпер Мацясь            | Защитник   | 187      | 92      | 12.04.2003    | Катовице              |
| 88    | Алан Лыщарчик            | Нападающий | 183      | 83      | 17.02.1998    | Тыхы                  |
| 92    | Мацей Урбанович          | Нападающий | 181      | 87      | 12.07.1986    | Ястшембе              |
| 98    | Патрик Крежолек          | Нападающий | 185      | 80      | 14.09.1998    | Заглембе              |

| Должность            | Имя            | Гражданство | Дата рождения |
| -------------------- | -------------- | ----------- | ------------- |
| Главный тренер       | Роберт Калабер | Словакия    | 08.10.1969    |
| Ассистент тренера    | Марек Баткевич | Польша      | 14.08.1969    |
| Ассистент тренера    | Гжегож Клих    | Польша      | 04.02.1980    |
| Генеральный менеджер | Лешек Лашкевич | Польша      | 11.08.1978    |